# Harrison Walker
Harrison Howell Dodge Walker (* 4. August 1910 in Georgia, USA; † 26. Januar 2003 in Woollahra bei Sydney, New South Wales, Australien) war ein US-amerikanischer Journalist und Fotograf.

## Frühe Jahre
Harrison Walker entstammte väterlicherseits einer alten Familie aus Georgia und mütterlicherseits einer aus New York. Er ging zur St Alban’s School in Washington, D.C. und Berkshire School in Sheffield in Massachusetts, um sich anschließend an der Princeton University einzuschreiben. Er schloss sein Sprach-Studium im Jahr 1933 ab und wurde anschließend Korrespondent für National Geographic.

## Journalist und Fotograf
Als Journalist und Fotograf bereiste Walker die Welt, schrieb und drehte Filmdokumentationen, darunter Artikel über Australien wie „The making of an Anzac“ und „Life in dauntless Darwin“. Dadurch wurde er Korrespondent der National Geographic für Australien.
1942 heiratete er Sheila Gordon Anderson, die Tochter eines prominenten Geschäftsmanns und Bridgdegenerals aus Sydney. Im April 1943 trat er in die US Army Air Forces als Oberleutnant ein und diente als Geheimdienst-Officer in Australien, Neuguinea und auf den Philippinen. Nach dem Ende des Zweiten Weltkriegs kehrte nach Australien zurück und wurde 1948 als Journalist und Fotograf Mitglied der American-Australian Scientific Expedition to Arnhem Land. Auf dieser acht Monate dauernden Expedition in das extreme und abgelegene Arnhem Land im Northern Territory, Australien, galt er zeitweise als verschollen.
Walker arbeitete nach dieser Expedition weithin als Korrespondent und kam verschiedentlich nach Australien zurück, so mit Charles Mountford nach Melville Island, bis er sich mit seiner Frau letztendlich in Woollahra bei Sydney niederließ und auch dort verstarb.